# Lupinus elmeri
Lupinus elmeri är en ärtväxtart som beskrevs av Edward Lee Greene. Lupinus elmeri ingår i släktet lupiner, och familjen ärtväxter. Inga underarter finns listade i Catalogue of Life.